# Патрік Модіано
Патрік Модіано (фр. Patrick Modiano; нар. 30 липня 1945, Булонь-Біянкур) — французький письменник. Автор численних романів. Лауреат кількох літературних премій, зокрема — Ґонкурівської від 1978 року за роман «Вулиця темних крамниць»  та Нобелівської 2014 року «за мистецтво пам'яті, завдяки якому він виявив найнезбагненніші людські долі й розкрив життєвий світ людини часів окупації».

## Біографія
Патрік Модіано народився 30 липня 1945 року у повоєнній Франції, в паризькому передмісті — Булонь-Біянкур. Його батько Альберт Модіано (італ. Albert Modiano) — комерсант із заможного роду італійських євреїв із Тоскани (Італія). Матір Луїза Колпейн (нід. Louisa Colpeyn) — фламандка з Антверпена, бельгійська кіноактриса. . Батьки познайомилися в окупованому Парижі восени 1942 року. За півтора року в лютому 1944-го вони побралися.
Вчився Модіано спершу в початковій школі в Жуї-ан-Жозас (Паризький регіон), далі в коледжі Святого Йосипа (фр. Saint-Joseph) в містечку Тон (Верхня Савоя), згодом в паризькому ліцеї Генріха IV. Завершив середню освіту і здобув ступінь бакалавра в Ансі, проте до університету вирішив не вступати. 
Ще навчаючись у ліцеї Генріха IV, познайомився з приятелем своєї матері — письменником Ремоном Кено, який захоплювався математикою і погодився дати йому кілька уроків геометрії. Пізніше він увів юнака до літературного кола при видавництві Ґаллімар. Згодом саме це видавництво видало більшість романів Модіано, включно з першим — «Площа Зірки» (фр. La Place de l'Étoile), що вийшов 1968 року й одразу приніс визнання авторові.
У 2014 році став лауреатом Нобелівської премії з літератури.
Твори Патріка Модіно перекладено англійською, болгарською, німецькою, польською, російською, українською та іншими мовами.

## Бібліографія

Збірка романів:
«Зниклий квартал» та
«Вулиця темних крамниць», українське видання. 2005 р.

## Сім'я
2 вересня 1970 25-літній Патрік одружився з Домінік Зерфюс (фр. Dominique Zerhfuss). У них народилося дві доньки: Зіна (фр. Zina) — 1974 року, Марі — 1978 року (співачка і письменниця).

## Українські переклади
| Українська назва             | Дата перекл. | Французька назва                                    | Дата написання | Видавництво                   | Перекладач                     | ISBN                                 |  |
| ---------------------------- | ------------ | --------------------------------------------------- | -------------- | ----------------------------- | ------------------------------ | ------------------------------------ |  |
| «Неділі в серпні»            | 1988         | фр. Dimanches d'août                                | 1986           | Журнал Всесвіт, 1989, № 2     | Ярослав Коваль, Вадим Карпенко | —                                    |  |
| «Вулиця темних крамниць»     | 2005         | фр. Rue des boutiques obscures                      | 1978           | Видавництво Пульсари          | Ганна Малець                   | 966-8767-08                          |  |
| «Зниклий квартал»            | 2005         | фр. Quartier perdu                                  | 1985           | Видавництво Пульсари          | Ганна Малець                   | 966-8767-08                          |  |
| «У кафе втраченої молодості» | 2015         | (фр. Dans le café de la jeunesse perdue)            | 2007           | Видавництво Фоліо             | Ярослав Коваль                 | 966-03-7316-7                        |  |
| «Щоб не загубитися у місті»  | 2017         | (фр. Pour que tu ne te perdes pas dans le quartier) | 2014           | Київ: Видавництво Жупанського | Ярослав Коваль                 | 978-966-03-7316-7                    |  |
| «Нічна трава»                | 2017         | (фр. L'Herbe des nuits)                             | 2012           | Видавництво Фоліо             | Ярослав Коваль                 | 978-966-03-7713-4, 978-966-03-5083-0 |  |
| «Цирк іде»                   | 2017         | (фр. Un cirque passe)                               | 1992           | Видавництво Фоліо             | Іван Рябчій                    | 978-966-03-7318-1                    |  |